# ديفيد غوين وليامز
ديفيد غوين وليامز (بالإنجليزية: David Gwyn Williams) (1904 في المملكة المتحدة - 1990، آبريستويث في المملكة المتحدة)؛ مترجم، شاعر وروائي بريطاني.